# Tabuyuelo de Jamuz
Tabuyuelo de Jamuz es una localidad situada en el sur de la provincia de León, perteneciente al ayuntamiento de Quintana y Congosto, y siendo las poblaciones más cercanas Herreros de Jamuz, Jiménez de Jamuz y Quintana y Congosto. Su población actual es de 39 habitantes censados, y celebra sus fiestas patronales el 22 de enero en honor a San Vicente, y el segundo fin de semana de octubre, en honor a Nuestra Señora de los Remedios. La iglesia está dedicada a San Vicente Mártir, Santo Patrón del pueblo.

## Demografía
Evolución de la población
| Gráfica de evolución demográfica de Tabuyuelo de Jamuz entre 2000 y 2019       |
|                                                                                |
| Población de derecho (2000, 2005, 2010-2019) según el padrón municipal del INE |

## Historia
Aparecen escrituras en el Catastro de Ensenada hacia el 1752, hablando del pueblo en general. Merece la pena destacar alguna respuesta:

En el lugar de Tabuyuelo, a siete de abril, año de mil setecientos cincuenta y dos el Señor Licenciado Don Esteban Alices de la Huerta abogado de los Reales Consejos(...) A la primera dijeron que esta población se llama Tabuyuelo. A la segunda, dijeron que este pueblo es un Señorío, que pertenece del Señor Conde de Miranda, quien solo percibe(...) A la tercera dijeron, que este lugar tiene de oriente a poniente poco más de media legua(...) y en circunferencia poco más de dos leguas, linda del oriente con el lugar de Herreros(...) A la cuarta dijeron que en el término de este lugar hay las especies de tierras siguientes. Tierras trigales, y linares, que un año se siembran de trigo, y otro de lino, son de regadío y fructifican sin intermisión. Huertas ferrenales de secano que se siembran de centeno, o cebada para forraje de los ganados y producen sin descanso(...) Tierras incultas por desidia o pobreza. Tierras incultas por naturaleza(...)
Catastro de Ensenada

Por otra parte, el Diccionario geográfico-estadístico-histórico de España y sus posesiones de Ultramar, una obra promovida por Pascual Madoz a mediados del siglo XIX destaca lo siguiente del pueblo:

Lugar en la provincia de León (8 leguas), partido judicial de la Bañeza (4), diócesis de Astorga (3), audiencia territorial y capitanía general de Valladolid (20), ayuntamiento de Quintana y Congosto. Situado en terreno bastante llano. Su clima es muy sano. Tiene 48 casas; iglesia anejo de Herreros dedicada a San Vicente; y medianas aguas potables. Confina con Villamontán, la matriz, Viñambres y Quintana. El terreno es de mediana calidad. Los caminos dirigen a los pueblos limitrofes, y a la Bañeza, de cuyo punto recibe la correspondencia. Producción: granos, legumbres y pastos; cría ganados y alguna caza. Población: 48 vecinos, 80 almas. Contribuye: con el ayuntamiento.

Diccionario geográfico-estadístico-histórico de España y sus posesiones de Ultramar

## Edificios de interés
El pueblo cuenta con una iglesia dedicada a San Vicente Mártir, patrón del pueblo. De esta iglesia no se sabe la fecha exacta de su construcción, aunque si se sabe que ya a mediados del siglo XVI existía en el pueblo, pues así lo podemos deducir de una Carta Ejecutoria recogida en el Archivo de la Real Chancillería de Valladolid. El título que se le asignó a esta Ejecutoria de abril de 1549 fue el siguiente: "Ejecutoria del pleito litigado por Alonso López, clérigo de la diócesis de Astorga, con Antonio de Melgar, clérigo residente en la Corte de Roma (Italia), sobre la posesión del beneficio parroquial de la Iglesia de San Vicente de Tabuyuelo de Jamuz (León) y de Herreros de Jamuz (León)."
A continuación se muestran algunas imágenes de la iglesia, tanto del exterior como de su interior.

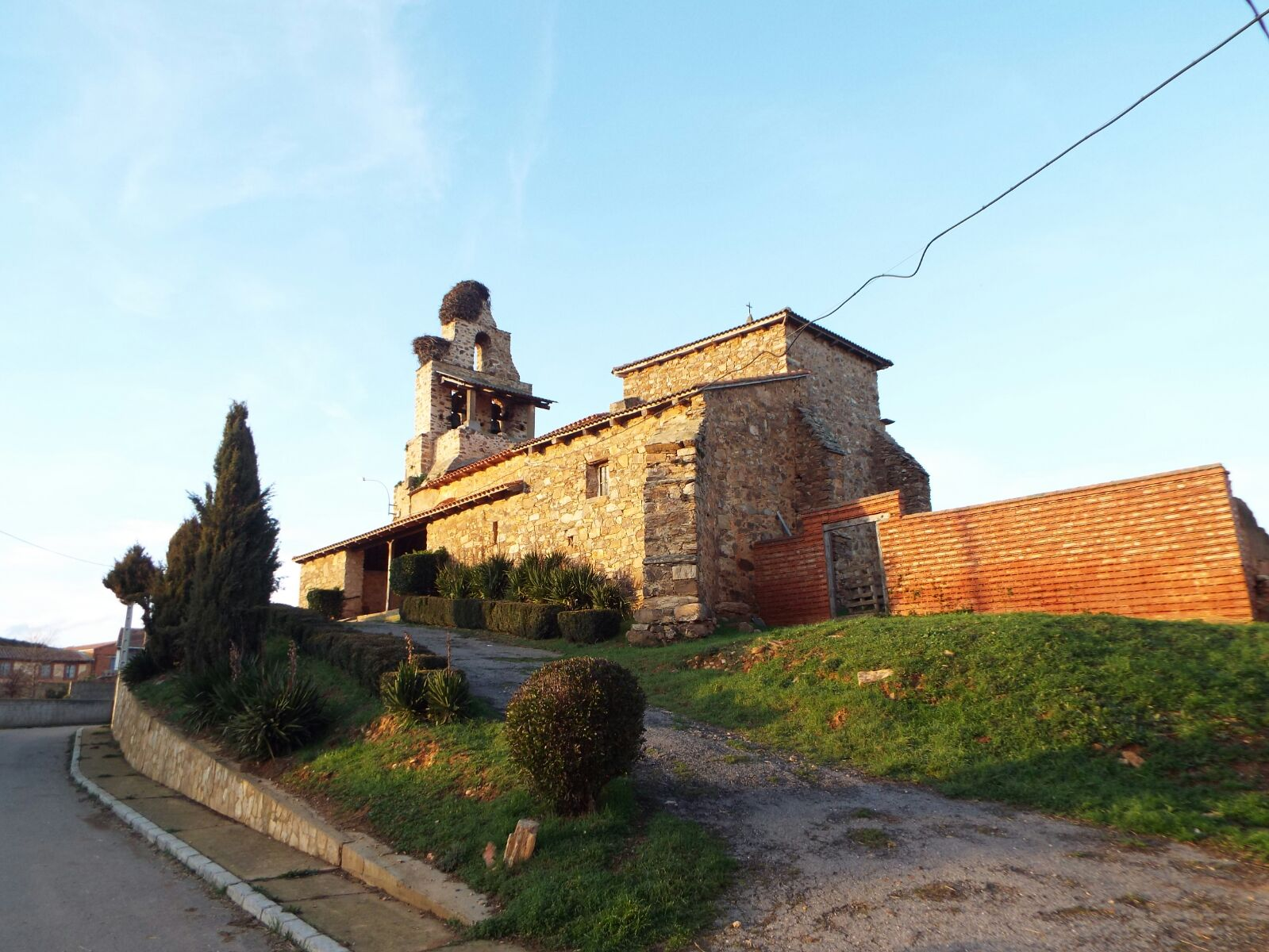
Vista exterior de la iglesia.

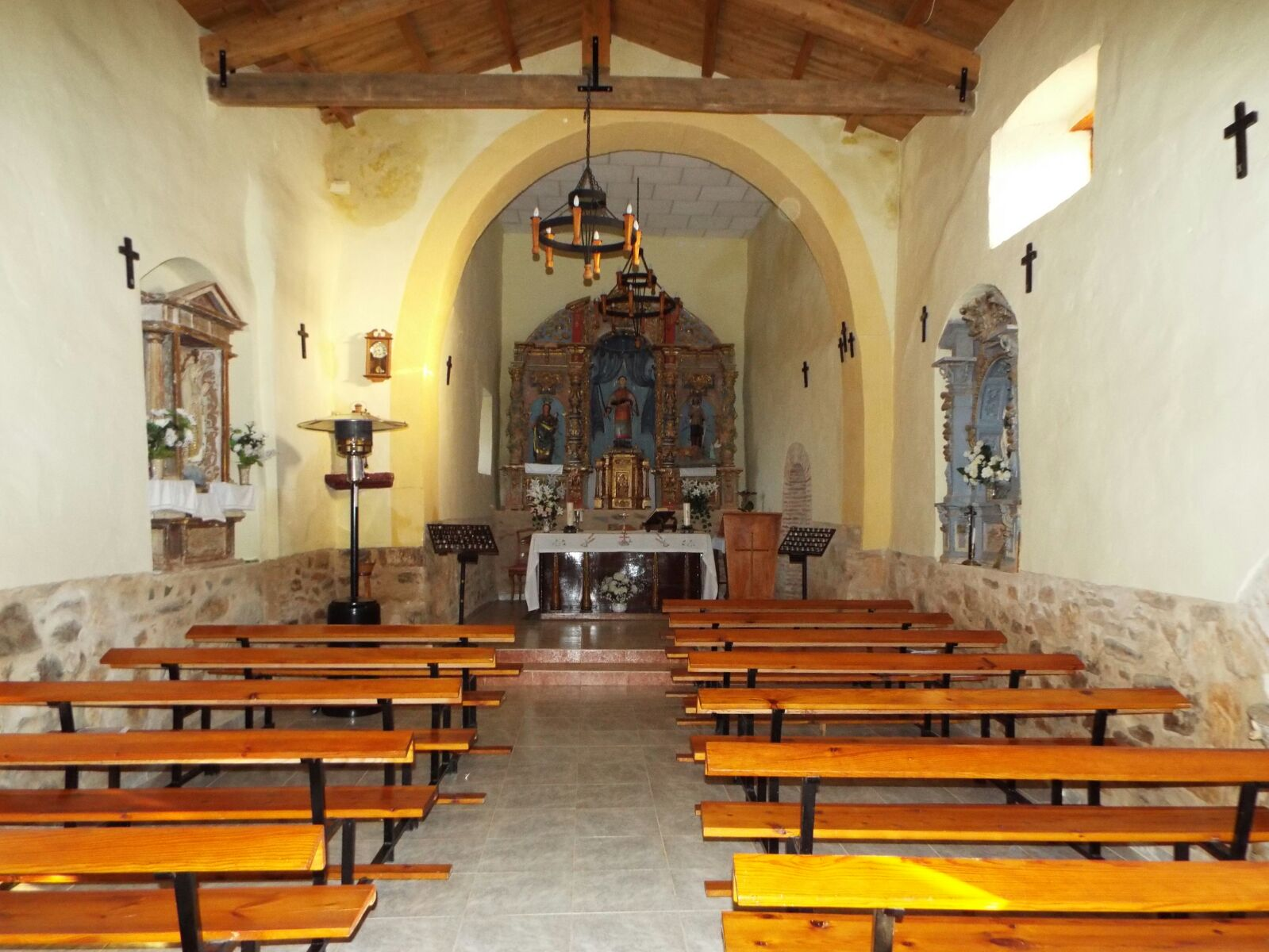
Vista interior de la iglesia.

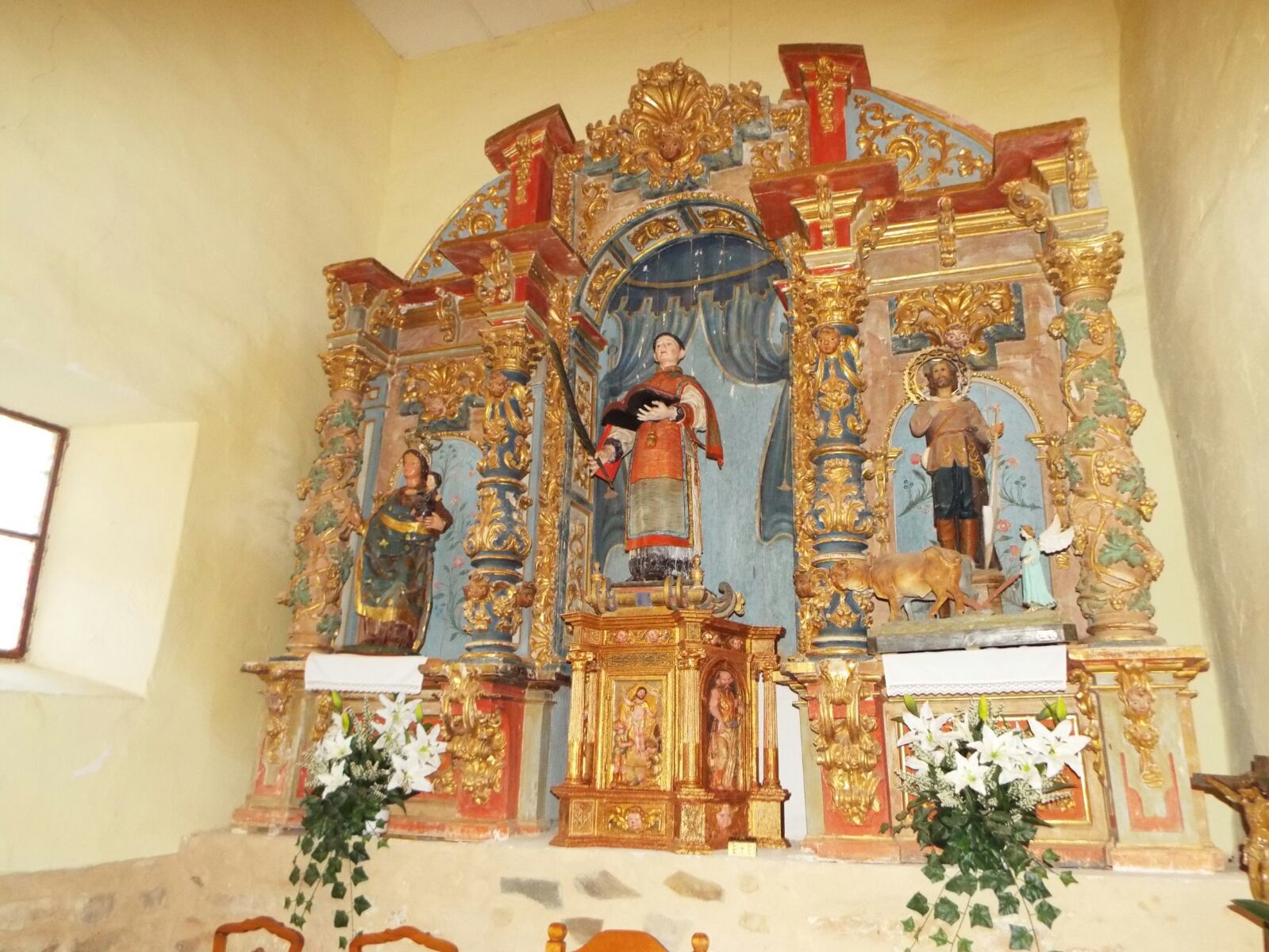
Detalle del retablo principal.